# Judicael de Rennes
Judicael de Rennes fou un noble bretó, comte de Rennes i príncep de Poher i després dels bretons del 871 al 890.

## Origen
Judicael era net d'Erispoe però el nom del seu pare no és esmentat explícitament a les fonts contemporànies com «Judicheïl ex filia Herispoii regis natus». Pierre-Hyacinthe Morice de Beaubois conegut com a Dom Morice, que segueix a Pere Le Baud no dubta pas a indicar que Judicael va succeir al seu pare Gurwant com a comte de Rennes » cosa que lligaria perfectament, ja que Gurwant fou el seu predecessor al comtat fins al 876 i estava casat amb una filla d'Erispoe. Amb tot, Judicael no fou mai esmentat amb aquest títol en fonts contemporànies (si bé això segurament fou degut al fet que els comtes posteriors de Rennes, sorgits de Juhel Berenguer, reivindicaven un parentiu dubtós amb Judicael).
Sembla que abans, en el regnat de Salomó I de Bretanya, a partir del 871 o una mica abans, fou el «Jedecael princeps Poucher» (Judicael príncep del Poher) que apareix a les fonts; un títol no habitual sens dubte donat pel seu origen reial. Hauria heretat el comtat de Rennes el 876 del seu pare Gurwant. Més tard Judicael és esmentat per Reginó de Prüm com a «duces Brittonum» en temps d'Alan I de Bretanya el Gran (877-907), quan aquest encara només era comte de Vannes i comte de Nantes (successor del seu germà Pascweten, mort el 877).

## Pretendent
Pascweten de Vannes i Nantes va disputar el títol reial de Bretanya amb Gurwant de Rennes fins al 876. Judicael hauria llavors succeït al seu pare Gurwant en les seves pretensions el 876 en contra de Pascweten i a la mort d'aquest, el 877, en contra del seu germà i successor Alan I de Bretanya el Gran. Els dos pretendents es van acabar unint per fer front a l'atac dels normands que havien assolat Saint-Lô (llavors dependent de Bretanya), però Judicael va acabar morint en combat vers 888 (a tot tardar el 890); probablement només va deixar una filla (o més d'una) i Alan el Gran es va acabar imposant el 890 amb la seva victòria sobre els normands a Questembert, agafant el títol reial.
A Rennes la successió es trenca entre el 888 i el 920 quan apareix com a comte Judicaël Berenguer (Juhel Berenguer de Rennes).